# Album al numero uno in Lettonia
La presente lista elenca gli album alla posizione numero uno della classifica settimanale lettone, che sono stati, nel corso delle settimane, i dischi più venduti nei negozi fisici e digitali e più riprodotti sulle piattaforme di streaming. La classifica è stata redatta dalla Latvijas Izpildītāju un producentu apvienība, l'associazione dell'industria musicale lettone, in collaborazione con l'azienda Ranger.

## 2018
| Settimana    | Artista                   | Album                              | Note                      |
| ------------ | ------------------------- | ---------------------------------- | ------------------------- |
| 1º giugno    | Prāta Vētra               | Par to zēnu, kas sit skārda bungas | [ 1 ]                     |
| 8 giugno     | Kanye West                | Ye                                 | [ 2 ]                     |
| 15 giugno    | XXXTentacion              | 17                                 | [ 3 ]                     |
| 22 giugno    | XXXTentacion              | ?                                  | [ 4 ]                     |
| 29 giugno    | Drake                     | Scorpion                           | [ 5 ]                     |
| 6 luglio     | Drake                     | Scorpion                           | [ 6 ]                     |
| 13 luglio    | classifica non pubblicata | classifica non pubblicata          | classifica non pubblicata |
| 20 luglio    | Prāta Vētra               | Par to zēnu, kas sit skārda bungas | [ 7 ]                     |
| 27 luglio    | Prāta Vētra               | Par to zēnu, kas sit skārda bungas | [ 8 ]                     |
| 3 agosto     | Prāta Vētra               | Par to zēnu, kas sit skārda bungas | [ 9 ]                     |
| 10 agosto    | Prāta Vētra               | Par to zēnu, kas sit skārda bungas | [ 10 ]                    |
| 17 agosto    | Prāta Vētra               | Par to zēnu, kas sit skārda bungas | [ 11 ]                    |
| 24 agosto    | Prāta Vētra               | Par to zēnu, kas sit skārda bungas | [ 11 ]                    |
| 31 agosto    | Eminem                    | Kamikaze                           | [ 12 ]                    |
| 7 settembre  | Eminem                    | Kamikaze                           | [ 13 ]                    |
| 14 settembre | Eminem                    | Kamikaze                           | [ 13 ]                    |
| 21 settembre | Eminem                    | Kamikaze                           | [ 14 ]                    |
| 28 settembre | classifica non pubblicata | classifica non pubblicata          | classifica non pubblicata |
| 5 ottobre    | Twenty One Pilots         | Trench                             | [ 15 ]                    |
| 12 ottobre   | Eminem                    | Kamikaze                           | [ 15 ]                    |
| 19 ottobre   | Eminem                    | Kamikaze                           | [ 16 ]                    |
| 26 ottobre   | Eminem                    | Kamikaze                           | [ 17 ]                    |
| 2 novembre   | Eminem                    | Kamikaze                           | [ 18 ]                    |
| 9 novembre   | Prāta Vētra               | Par to zēnu, kas sit skārda bungas | [ 18 ]                    |
| 16 novembre  | Lil Peep                  | Come Over When You're Sober, Pt. 2 | [ 19 ]                    |
| 16 novembre  | Lil Peep                  | Come Over When You're Sober, Pt. 2 | [ 20 ]                    |
| 23 novembre  | Lil Peep                  | Come Over When You're Sober, Pt. 2 | [ 21 ]                    |
| 30 novembre  | 6ix9ine                   | Dummy Boy                          | [ 22 ]                    |
| 7 dicembre   | 6ix9ine                   | Dummy Boy                          | [ 22 ]                    |
| 14 dicembre  | XXXTentacion              | Skins                              | [ 23 ]                    |
| 21 dicembre  | Mariah Carey              | Merry Christmas                    | [ 24 ]                    |
| 28 dicembre  | Mariah Carey              | Merry Christmas                    | [ 25 ]                    |

## 2019
| Settimana    | Artista                   | Album                                    | Note                      |
| ------------ | ------------------------- | ---------------------------------------- | ------------------------- |
| 4 gennaio    | Billie Eilish             | Don't Smile at Me                        | [ 26 ]                    |
| 11 gennaio   | Billie Eilish             | Don't Smile at Me                        | [ 26 ]                    |
| 18 gennaio   | Billie Eilish             | Don't Smile at Me                        | [ 27 ]                    |
| 25 gennaio   | Billie Eilish             | Don't Smile at Me                        | [ 28 ]                    |
| 1º febbraio  | Billie Eilish             | Don't Smile at Me                        | [ 29 ]                    |
| 8 febbraio   | Billie Eilish             | Don't Smile at Me                        | [ 29 ]                    |
| 15 febbraio  | Ariana Grande             | Thank U, Next                            | [ 29 ]                    |
| 22 febbraio  | Ariana Grande             | Thank U, Next                            | [ 30 ]                    |
| 1º marzo     | Ariana Grande             | Thank U, Next                            | [ 31 ]                    |
| 8 marzo      | Ariana Grande             | Thank U, Next                            | [ 32 ]                    |
| 15 marzo     | Ariana Grande             | Thank U, Next                            | [ 33 ]                    |
| 22 marzo     | Ariana Grande             | Thank U, Next                            | [ 34 ]                    |
| 29 marzo     | Ariana Grande             | Thank U, Next                            | [ 35 ]                    |
| 5 aprile     | Billie Eilish             | When We All Fall Asleep, Where Do We Go? | [ 36 ]                    |
| 12 aprile    | Billie Eilish             | When We All Fall Asleep, Where Do We Go? | [ 37 ]                    |
| 19 aprile    | Billie Eilish             | When We All Fall Asleep, Where Do We Go? | [ 38 ]                    |
| 26 aprile    | Billie Eilish             | When We All Fall Asleep, Where Do We Go? | [ 39 ]                    |
| 3 maggio     | Billie Eilish             | When We All Fall Asleep, Where Do We Go? | [ 40 ]                    |
| 10 maggio    | Billie Eilish             | When We All Fall Asleep, Where Do We Go? | [ 41 ]                    |
| 17 maggio    | Billie Eilish             | When We All Fall Asleep, Where Do We Go? | [ 42 ]                    |
| 24 maggio    | Tyler, the Creator        | Igor                                     | [ 43 ]                    |
| 31 maggio    | Billie Eilish             | When We All Fall Asleep, Where Do We Go? | [ 44 ]                    |
| 7 giugno     | Billie Eilish             | When We All Fall Asleep, Where Do We Go? | [ 45 ]                    |
| 14 giugno    | Billie Eilish             | When We All Fall Asleep, Where Do We Go? | [ 46 ]                    |
| 21 giugno    | Billie Eilish             | When We All Fall Asleep, Where Do We Go? | [ 47 ]                    |
| 28 giugno    | Billie Eilish             | When We All Fall Asleep, Where Do We Go? | [ 48 ]                    |
| 5 luglio     | Billie Eilish             | When We All Fall Asleep, Where Do We Go? | [ 49 ]                    |
| 12 luglio    | Billie Eilish             | When We All Fall Asleep, Where Do We Go? | [ 50 ]                    |
| 19 luglio    | Ed Sheeran                | No. 6 Collaborations Project             | [ 51 ]                    |
| 26 luglio    | Ed Sheeran                | No. 6 Collaborations Project             | [ 52 ]                    |
| 2 agosto     | Ed Sheeran                | No. 6 Collaborations Project             | [ 53 ]                    |
| 9 agosto     | Ed Sheeran                | No. 6 Collaborations Project             | [ 54 ]                    |
| 16 agosto    | Ed Sheeran                | No. 6 Collaborations Project             | [ 55 ]                    |
| 23 agosto    | Ed Sheeran                | No. 6 Collaborations Project             | [ 56 ]                    |
| 30 agosto    | Taylor Swift              | Lover                                    | [ 57 ]                    |
| 6 settembre  | classifica non pubblicata | classifica non pubblicata                | classifica non pubblicata |
| 13 settembre | Post Malone               | Hollywood's Bleeding                     | [ 58 ]                    |
| 20 settembre | Billie Eilish             | When We All Fall Asleep, Where Do We Go? | [ 59 ]                    |
| 27 settembre | Post Malone               | Hollywood's Bleeding                     | [ 60 ]                    |
| 4 ottobre    | Post Malone               | Hollywood's Bleeding                     | [ 61 ]                    |
| 11 ottobre   | Post Malone               | Hollywood's Bleeding                     | [ 62 ]                    |
| 18 ottobre   | Post Malone               | Hollywood's Bleeding                     | [ 63 ]                    |
| 25 ottobre   | Post Malone               | Hollywood's Bleeding                     | [ 64 ]                    |
| 1º novembre  | Kanye West                | Jesus Is King                            | [ 65 ]                    |
| 8 novembre   | Kanye West                | Jesus Is King                            | [ 66 ]                    |
| 15 novembre  | Post Malone               | Hollywood's Bleeding                     | [ 67 ]                    |
| 22 novembre  | Billie Eilish             | When We All Fall Asleep, Where Do We Go? | [ 68 ]                    |
| 29 novembre  | Billie Eilish             | When We All Fall Asleep, Where Do We Go? | [ 69 ]                    |
| 6 dicembre   | Billie Eilish             | When We All Fall Asleep, Where Do We Go? | [ 70 ]                    |
| 13 dicembre  | Billie Eilish             | When We All Fall Asleep, Where Do We Go? | [ 71 ]                    |
| 20 dicembre  | Harry Styles              | Fine Line                                | [ 72 ]                    |
| 27 dicembre  | classifica non pubblicata | classifica non pubblicata                | classifica non pubblicata |

## 2020
| Settimana   | Artista                   | Album                     | Note                      |
| ----------- | ------------------------- | ------------------------- | ------------------------- |
| 3 gennaio   | classifica non pubblicata | classifica non pubblicata | classifica non pubblicata |
| 10 gennaio  | classifica non pubblicata | classifica non pubblicata | classifica non pubblicata |
| 17 gennaio  | classifica non pubblicata | classifica non pubblicata | classifica non pubblicata |
| 24 gennaio  | classifica non pubblicata | classifica non pubblicata | classifica non pubblicata |
| 31 gennaio  | classifica non pubblicata | classifica non pubblicata | classifica non pubblicata |
| 7 febbraio  | classifica non pubblicata | classifica non pubblicata | classifica non pubblicata |
| 14 febbraio | classifica non pubblicata | classifica non pubblicata | classifica non pubblicata |
| 21 febbraio | classifica non pubblicata | classifica non pubblicata | classifica non pubblicata |
| 28 febbraio | classifica non pubblicata | classifica non pubblicata | classifica non pubblicata |
| 6 marzo     | classifica non pubblicata | classifica non pubblicata | classifica non pubblicata |
| 13 marzo    | classifica non pubblicata | classifica non pubblicata | classifica non pubblicata |
| 20 marzo    | classifica non pubblicata | classifica non pubblicata | classifica non pubblicata |
| 27 marzo    | classifica non pubblicata | classifica non pubblicata | classifica non pubblicata |
| 3 aprile    | Dua Lipa                  | Future Nostalgia          | [ 73 ]                    |
| 10 aprile   | Dua Lipa                  | Future Nostalgia          | [ 74 ]                    |
| 17 aprile   | classifica non pubblicata | classifica non pubblicata | classifica non pubblicata |
| 24 aprile   | classifica non pubblicata | classifica non pubblicata | classifica non pubblicata |
| 1º maggio   | Dua Lipa                  | Future Nostalgia          | [ 75 ]                    |
| 8 maggio    | classifica non pubblicata | classifica non pubblicata | classifica non pubblicata |
| 15 maggio   | classifica non pubblicata | classifica non pubblicata | classifica non pubblicata |
| 22 maggio   | classifica non pubblicata | classifica non pubblicata | classifica non pubblicata |
| 29 maggio   | classifica non pubblicata | classifica non pubblicata | classifica non pubblicata |
| 5 giugno    | classifica non pubblicata | classifica non pubblicata | classifica non pubblicata |
| 12 giugno   | classifica non pubblicata | classifica non pubblicata | classifica non pubblicata |
| 19 giugno   | classifica non pubblicata | classifica non pubblicata | classifica non pubblicata |
| 26 giugno   | classifica non pubblicata | classifica non pubblicata | classifica non pubblicata |
| 3 luglio    | classifica non pubblicata | classifica non pubblicata | classifica non pubblicata |
| 10 luglio   | classifica non pubblicata | classifica non pubblicata | classifica non pubblicata |
| 17 luglio   | classifica non pubblicata | classifica non pubblicata | classifica non pubblicata |
| 24 luglio   | Juice Wrld                | Legends Never Die         | [ 76 ]                    |
| 31 luglio   | classifica non pubblicata | classifica non pubblicata | classifica non pubblicata |
| 7 agosto    | classifica non pubblicata | classifica non pubblicata | classifica non pubblicata |
| 14 agosto   | Harry Styles              | Fine Line                 | [ 77 ]                    |